# R. B. Bennett
Richard Bedford Bennett, 1º Visconde Bennett PC KC (Hopewell Hill, 3 de julho de 1870 – Mickleham, 26 de junho de 1947) foi um advogado e político canadense que serviu como Primeiro-ministro do Canadá de 1930 a 1935.

## Biografia
Bennet nasceu em Hopewell Jill, em Novo Brunswick, e estudou na Universidade Dalhousie, tendo graduado em 1893, com um diploma de direito. Foi um professor e diretor de uma escola, no início de sua carreira profissional, e posteriormente, advogado e empresário. Eventualmente, mudou-se para Alberta, onde tornou-se líder do Partido Conservador de Alberta em 1905, tendo trabalhado no parlamento provincial.
Bennett foi eleito para a Câmara dos Comuns em 1911, tendo atuado como Ministro das Finanças em 1926, e escolhido como líder do Partido Conservador em 1927. Bennett e os Conservadores venceram as eleições de 1930, derrotando Mackenzie King e o Partido Liberal.
Muito para o azar de Bennett, a Grande Depressão havia recém-chegado ao Canadá, atingindo o país em cheio. Níveis de desemprego no país eram muito altos, e muito da população canadiana passou a viver na miséria. Bennett tentou combater os efeitos da Depressão, mas muito pouco adiantou. 
Nas eleições de 1935, Bennett foi derrotado, e Mackenzie King e os Liberais mais uma vez voltaram ao poder.
Richard Bennett mudou-se para a Inglaterra, em 1938, tendo morrido em Mickleham, em 26 de junho de 1947.